# Centre-ville de Nantes
Le centre-ville de Nantes est un des onze quartiers administratifs de la ville. Comme son nom l'indique, il en constitue la partie la plus centrale, formant la zone historique, regroupant un grand nombre de commerces et d'emplois. Il contient les fonctions stratégiques de la métropole nantaise : bâtiments administratifs, sièges de sociétés et hôtel de ville. C'est également le centre culturel de la cité grâce à la présence de nombreux musées, bars, restaurants, églises, attractions touristiques, etc. Le centre-ville de Nantes englobe la quasi-totalité d'un secteur sauvegardé défini en 1972 et 1998.

## Géographie
Le centre-ville est entouré des quartiers « Malakoff-Saint-Donatien » à l'est (isolé en partie par le canal Saint-Félix), « Hauts-Pavés-Saint-Félix » au nord, « Dervallières-Zola » à l'ouest et par la Loire (bras de la Madeleine) au sud qui la sépare du quartier « Île de Nantes ». L'Erdre est détournée à l'est du quartier sous les cours Saint-Pierre et Saint-André, prolongé par le canal Saint-Félix.

### Les micro-quartiers
Selon l'Insee, il est constitué de 8 micro-quartiers.

#### Bretagne
Son nom évoque la place de Bretagne.

#### Champ de Mars
Le nom fait référence au quartier construit de part et d'autre des avenues Carnot et Jean-Claude-Bonduelle à l'emplacement d'un champ de manœuvres qui s'étendait jusqu'au canal Saint-Félix, et dont l'actuel cours du Champ-de-Mars perpétue le souvenir.
Dans ce quartier on trouve notamment, Le Lieu unique installé dans les anciens locaux de la biscuiterie LU, la Cité des congrès, ainsi que le siège de Nantes Métropole.

#### Decré-Cathédrale
Le premier vocable fait référence aux magasins Decré, le second à la cathédrale Saint-Pierre-et-Saint-Paul. 
Ce quartier correspond au cœur historique de la cité, avec notamment le quartier d'allure médiévale du Bouffay, le château des ducs de Bretagne (XVe siècle), l'hôtel de ville (XVIIe siècle), la préfecture, qui occupe le bâtiment de l'ancienne Chambre des comptes de Bretagne (XVIIIe siècle) et près de laquelle se trouve le siège du Conseil départemental de la Loire-Atlantique, et les monuments aux morts de 1870 et de 1914-1918.
C'est aussi un quartier où l'activité commerciale est importante, autour des magasins Decré, construits dans leur état actuel en 1931, aujourd'hui occupés par les Galeries Lafayette, et un grand nombre de boutiques, dont certaines assez anciennes.

#### Dobrée-Bon Port
Les deux vocables font respectivement référence au Musée Dobrée, et à l'église Notre-Dame-de-Bon-Port.

#### Gloriette-Feydeau
Les deux vocables évoquent respectivement l'île Gloriette et l'île Feydeau. C'est dans ce micro-quartier que l'on trouve l'Hôtel-Dieu.

#### Graslin-Commerce
Les deux vocables évoquent respectivement les places Graslin et du Commerce.

#### Guist'hau
Son nom fait référence au boulevard Gabriel-Guist'hau dont seul le tronçon sud fait partie du centre-ville.

#### Madeleine
Le nom vocable évoque la chaussée de la Madeleine.

## Démographie
Le quartier compte plus de 25 000 habitants soit 9,5 % de la population nantaise. Sa pyramide des âges montre que les trois quarts de la population du quarter est constituée de personnes âgés de 15 à 50 ans, la moitié d'entre eux correspondant à une tranche d'âge de 25-49 ans.

## Administration
C'est dans ce quartier que se concentre l'essentiel de l'administration municipale avec notamment présence de l'hôtel de ville dont l'ensemble des bâtiments occupe un îlot urbain situé en plein cœur historique de la ville dans le quartier du Bouffay.
Le siège de Nantes Métropole s'y trouve également à l'est de l'ancienne île Gloriette sur les bords de canal Saint-Félix, quai Ferdinand-Favre.
Enfin, l'hôtel de préfecture de la Loire-Atlantique et le siège du Conseil départemental occupent deux édifices mitoyens sur le rives de l'Erdre, quai Ceineray.

## Urbanisme
Le centre-ville s'organise autour de plusieurs places : la place Royale est considérée comme le cœur du quartier et de la ville, non loin de la place du Commerce et de la place Graslin. On peut citer également la place du Bouffay se situe dans le quartier historique du Bouffay, et la place de Bretagne.
Les cours des 50-Otages, Franklin-Roosevelt et John-Kennedy sont trois des axes principaux de la ville. Le premier traverse le centre du nord au sud, de l'Erdre jusqu'à l'Île Feydeau. Les deux seconds traçant un axe ouest-est de la Loire par le nord de l'île Feydeau (cours Franklin-Roosevelt) jusqu'au pied du château des ducs de Bretagne (cours John-Kennedy).
Les autres avenues importantes sont la rue de Strasbourg, la rue du Calvaire, le boulevard Gabriel-Guist'hau, le boulevard Jean-Philippot ou le boulevard Jean-Monnet. La rue Crébillon, la rue d'Orléans, la rue de Verdun, et la rue Scribe sont en outre parmi les principales rues commerçantes.
Le centre-ville était autrefois parcouru par plusieurs bras de la Loire comblés durent la période de l'entre-deux-guerres, ce qui a changé la situation de l'Île Gloriette et de l'Île Feydeau.

## Transport
La piétonnisation du centre-ville depuis le début des années 1980 prit peu à peu de l'ampleur, réduisant d'autant la place de l'automobile dont la vitesse de circulation est limitée 30 kilomètres à l'heure sur les artères où elle est autorisée (soit 16 ha de l'espace public). L'ambition de la municipalité est, d'ici à 2013, d'étendre encore la zone piétonne et de multiplier par 5 la « zone 30 », la faisant passer ainsi à 70 ha (débordant sur le nord de l'île de Nantes) en créant de plus des « zones à trafic limité ».
Le quartier est cependant très bien desservi par les transports de l'agglomération. Les trois lignes de tramway et la plupart des lignes de bus transitent par la station « Commerce », principal pôle d'échanges de la Semitan. La ligne de busway transite également non loin de cette dernière.
Le centre-ville se situe en outre à proximité de la gare de Nantes.
D'autre part, quatre ponts et une passerelle franchissent la Loire pour relier le quartier à l'Île de Nantes, qui lui fait face (de l'amont à l'aval) : le pont Aristide-Briand, le pont Général-Audibert, le pont Haudaudine, la passerelle Victor-Schœlcher et le pont Anne-de-Bretagne. Tandis que le pont de Tbilissi franchit le canal Saint-Félix pour rejoindre le quartier Malakoff - Saint-Donatien.

## Culture
Le centre-ville contient de nombreux musées. Parmi eux, le musée Dobrée (fermé sine die), le muséum d'histoire naturelle, le musée d'histoire (château des ducs de Bretagne). On trouve également des théâtres, dont le plus célèbre de la ville, le théâtre Graslin, ainsi que la médiathèque Jacques-Demy. La Cité des congrès se trouve également dans le centre-ville, au bord du canal Saint-Félix.

## Patrimoine
Une grande partie du centre-ville bénéficie d'une protection, ayant été déclaré secteur sauvegardé en 1972, confirmé en 1998.
Les monuments les plus célèbres de la ville sont concentrés dans le centre, à commencer par le château des ducs de Bretagne, principale attraction touristique de la cité. Le passage Pommeraye est un lieu réputé, de même que la brasserie La Cigale, le théâtre Graslin, le Lieu unique ou le cours Cambronne. C'est également dans ce quartier que se trouvent la tour Bretagne, l'hôtel de ville et l'hôtel de préfecture de la Loire-Atlantique.

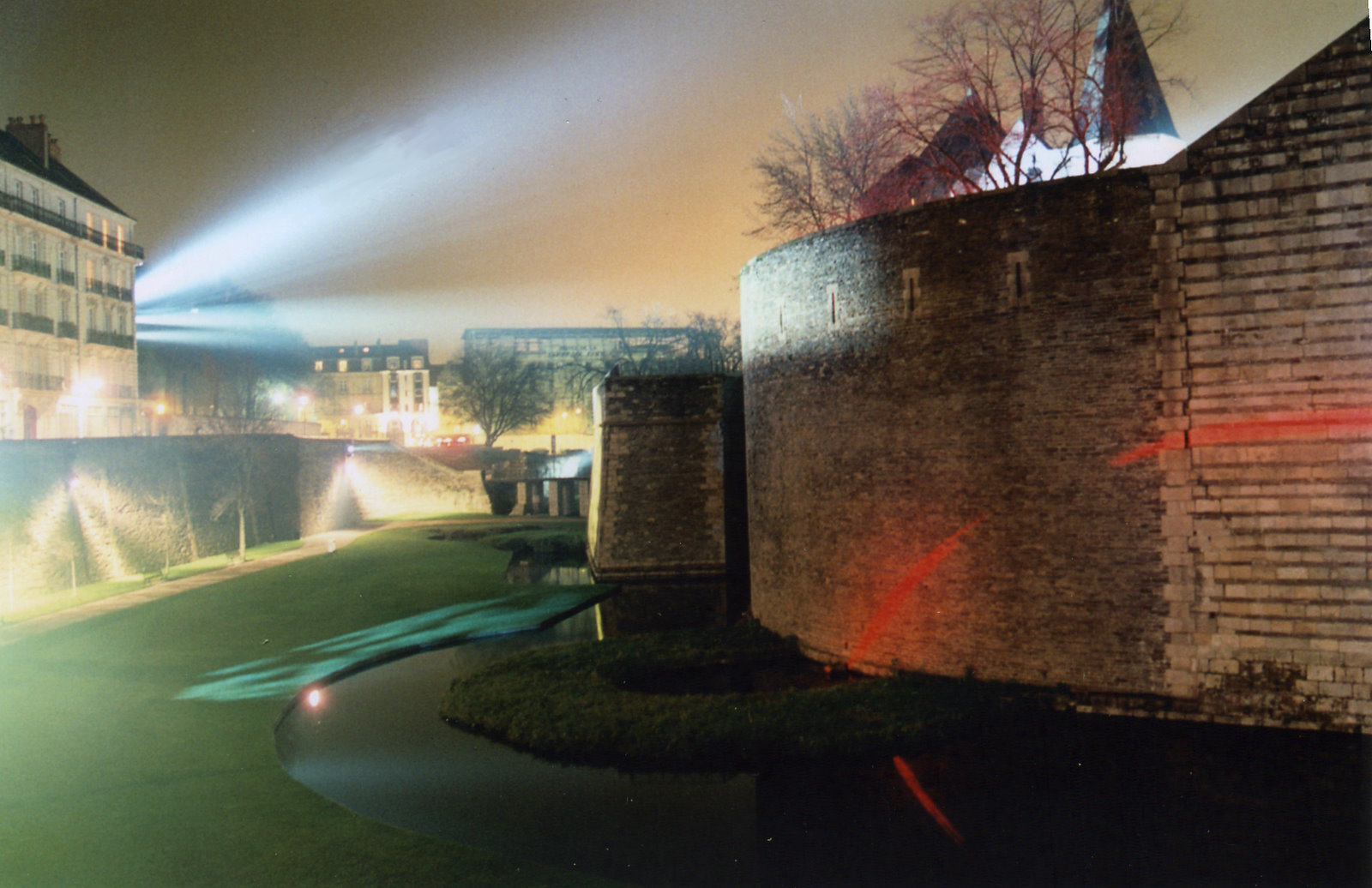
Le château des ducs de Bretagne.
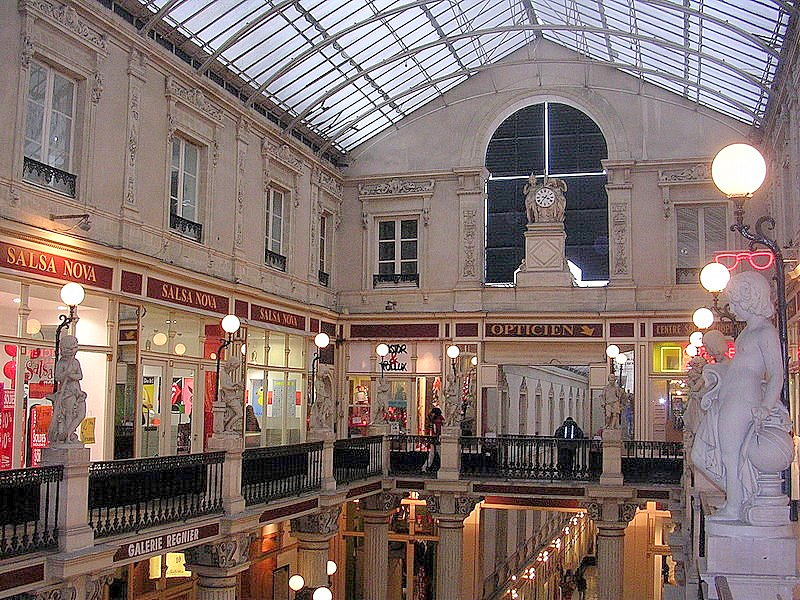
Le passage Pommeraye.
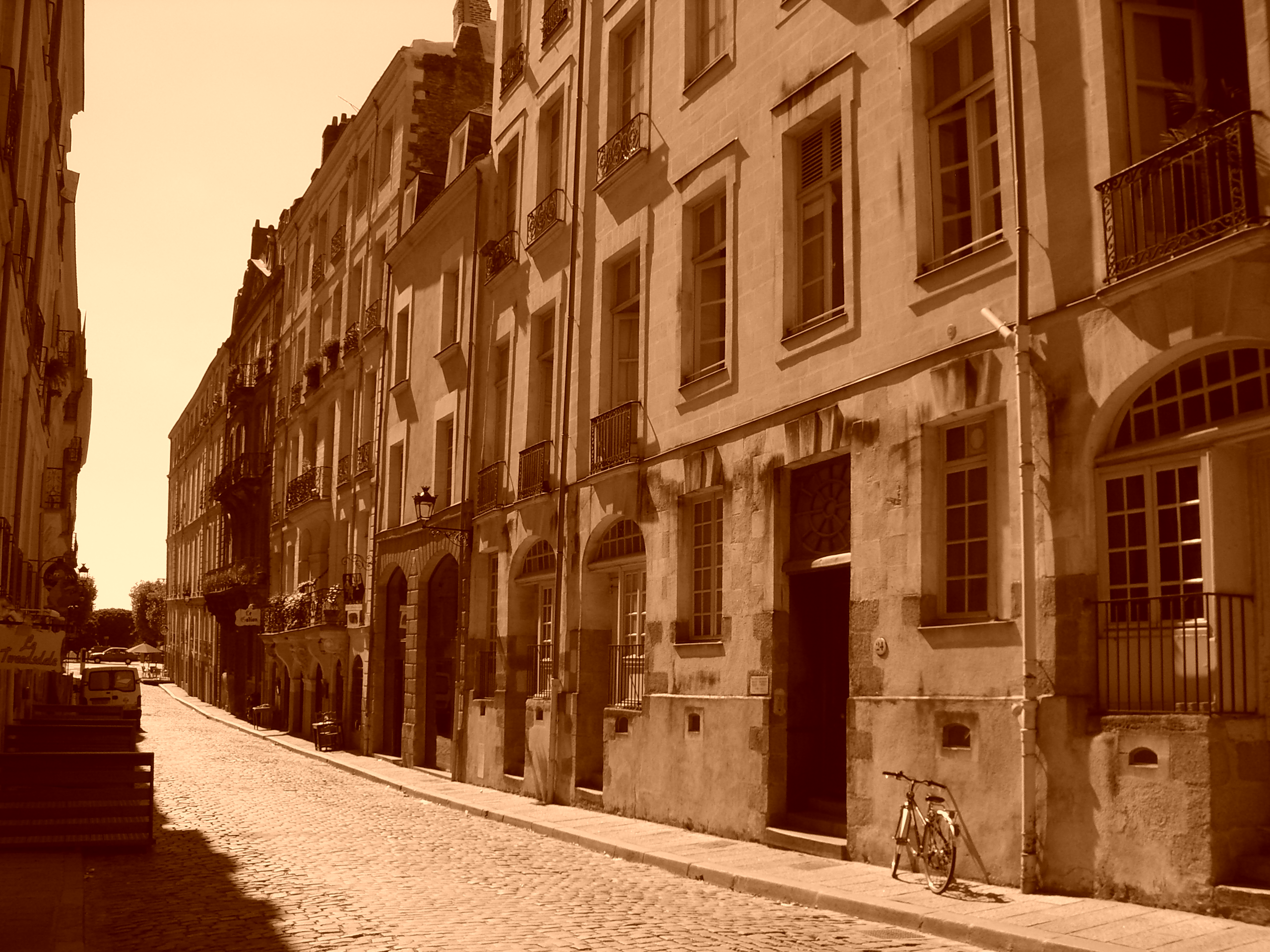
La rue Kervégan, sur l'île Feydeau.
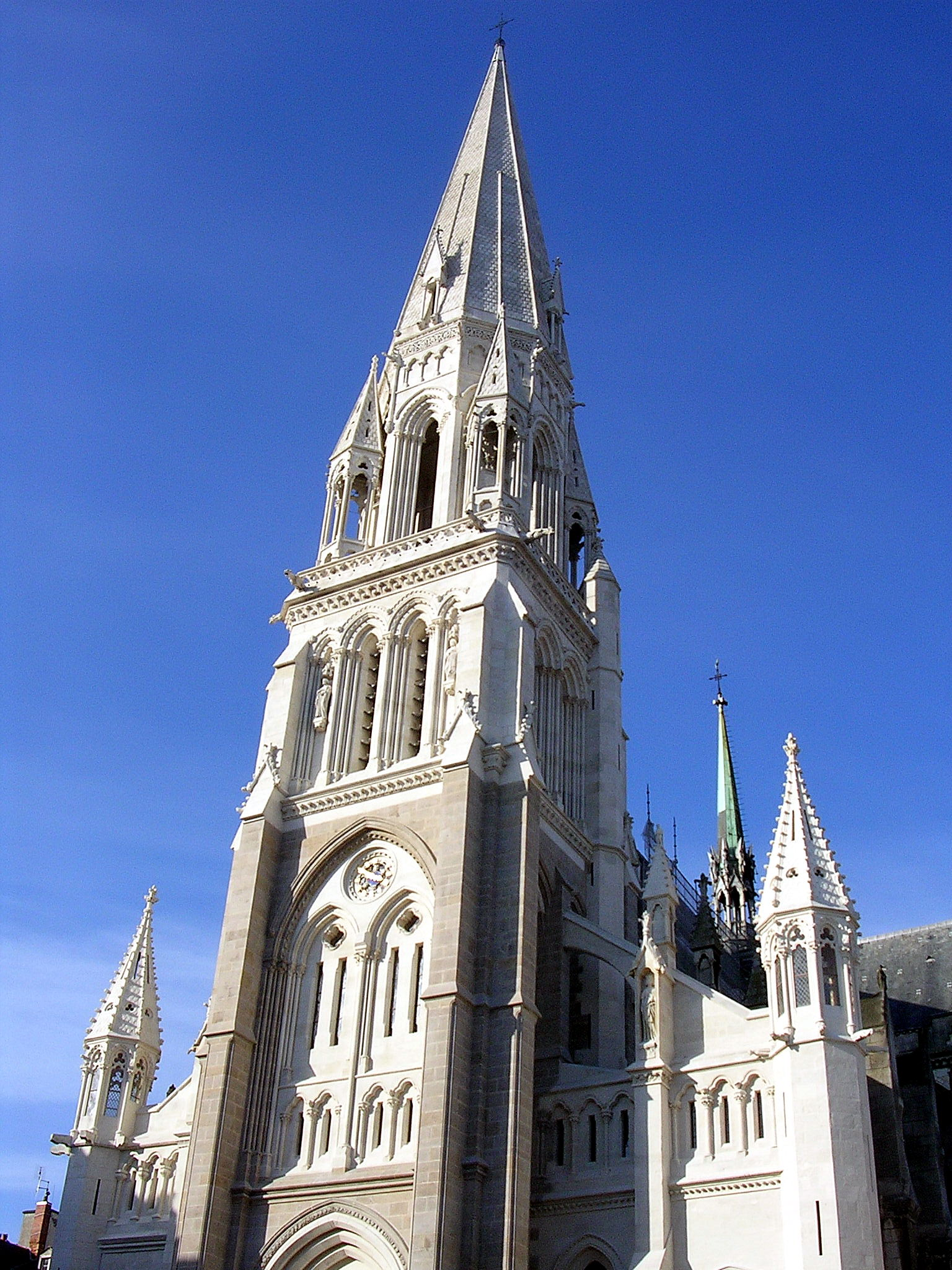
La basilique Saint-Nicolas.

### Édifices religieux
- Cathédrale Saint-Pierre-et-Saint-Paul
- Basilique Saint-Nicolas
- Église Notre-Dame-de-Bon-Port
- Église Sainte-Croix
- Synagogue

### Autres
- Hôtel-Dieu de Nantes (Centre hospitalier universitaire)
- Hôtel Radisson Blu (Nantes) (ancien palais de justice)
- Immeuble CGA
- Palais de la Bourse